# 孫脩
孫修（1478年—1533年），字用吉，號廣原，直隸廣平府邯鄲縣人，錦衣衛旗籍，明朝政治人物。

## 生平
弘治十四年（1501年）順天府鄉試第十九名舉人。弘治十八年（1505年）中式乙丑科二甲第三十六名進士。正德元年（1506），拜户部浙江司主事。五年（1510），升任户部广西司员外郎。历任山东道监察御史。六年，升任陕西佥事，駐治延绥。十一年，升陕西按察司副使。十六年六月，升山西按察使。嘉靖二年（1523年），擢河南右布政使，改浙江左布政使。母喪丁憂。五年，改江西左布政使。嘉靖六年（1527年），拜右副都御史，巡抚湖广。七年，改任南京都察院右副都御史、提督操江。八年致仕归。

## 家族
曾祖孫世安；祖父孫貴，贈指揮同知；父孫顯，指揮同知。嫡母王氏；生母孫氏。慈侍下。兄孫俊（指挥同知）、孫傑、孫儒（小旗）。兄俊（指揮同知）、傑、儒（小旗）。